# Gregory Mertens
Gregory Mertens (ur. 2 lutego 1991 w Anderlechcie, zm. 30 kwietnia 2015 w Genk) – belgijski piłkarz, grający na pozycji obrońcy.

## Życiorys
Był wychowankiem Anderlechtu. Od stycznia 2014 należał do klubu Lokeren. W reprezentacji Belgii U-16, U-19, U-21 zagrał w wielu spotkaniach. Zmarł 30 kwietnia 2015 na zawał serca.